# Ischemia miocardica
L'ischemia miocardica, anche detta cardiopatia ischemica, è un'ischemia coinvolgente il tessuto miocardico, dovuta all'instaurarsi di uno squilibrio tra l'apporto ematico in tale sede, e la richiesta di ossigeno da parte del tessuto stesso, che diventa quindi ipossico.
Tra le cause che portano allo squilibrio, la principale è una riduzione parziale o totale del lume arterioso coronarico a cui consegue una diminuzione del flusso sanguigno (coronaropatia o cardiopatia coronarica). Tale manifestazione, nella maggioranza dei casi, è a sua volta conseguenza dell'aterosclerosi coronarica.

## Classificazione
L'ischemia da ridotto apporto di sangue (o ischemia a basso flusso) può essere dovuta a un vasospasmo, a una stenosi o una trombosi. È caratterizzata, anche a seguito di riperfusione, da un'eliminazione insufficiente dei metaboliti. In questo caso la conseguenza può essere l'angina instabile, quando l'ostruzione si risolve rapidamente, o l'infarto miocardico acuto, quando l'ipossia comporta un danno ischemico irreversibile con morte cellulare.
Nelle persone affette da ischemia si ritrovano sovente entrambe le tipologie al tempo stesso.

### Criteri fisiopatologici
- Primaria: dovuta a primaria riduzione del flusso coronarico. Avviene solitamente a riposo per un'ostruzione temporanea di un vaso coronarico. Può essere causata da:
  - spasmo coronarico;
  - trombosi coronarica transitoria;
  - compresenza di spasmo e trombo;
- Secondaria: dovuta a un'aumentata richiesta d'ossigeno del cuore superiore alla capacità di fornirne;
- Mista: forme primarie e secondarie si possono combinare.

### Criteri descrittivi
L'ischemia viene classificata in base a caratteristiche descrittive:
- Angina da freddo: per l'esposizione a basse temperature;
- Angina postprandiale: si manifesta dopo i pasti seguiti da lievi sforzi;
- Angina da stress: legata a stress emotivo;
- Angina da decubito: la posizione clinostatica aumenta il lavoro per l'aumento del precarico;
- Angina di recente insorgenza: nelle quattro settimane precedenti;
- Angina in crescendo: riduzione progressiva della soglia di comparsa dell'angina;
- Angina a riposo; episodi ricorrenti, durata protratta e poco responsiva ai nitrati;
- Angina precoce postinfartuale: compare spesso a riposo o per piccoli sforzi durante la fase subacuta di un infarto miocardico acuto.

### Criteri prognostici
Viene definita in due forme:
- Angina Stabile: poco probabile l'evoluzione verso un quadro più grave;
- Angina Instabile: rischio alto a breve termine verso lo sviluppo di una sindrome coronarica più grave.

## Epidemiologia
La cardiopatia ischemica, a oggi, rappresenta la prima causa di morte nei paesi occidentali. Nel corso del XX secolo l'incidenza e la mortalità sono cambiate, mostrando entrambe un rapido incremento seguito da un lento ridimensionamento. La mortalità negli Stati Uniti è passata da 8/100000 abitanti per anno nel 1930, a 330/100000 abitanti per anno nel 1962. Dalla fine degli anni sessanta del '900 la mortalità ha cominciato a diminuire, fino a essersi oggi dimezzata, a seguito sia dei miglioramenti in ambito terapeutico, sia di quelli riguardanti il controllo dei fattori di rischio.

## Sintomi
I sintomi che si presentano possono variare dal classico dolore toracico di tipo anginoso, a un senso di oppressione retrosternale, bruciore, a un dolore atipico posto in sedi infrequenti (epigastrio). Il dolore può spesso irradiarsi in varie sedi (ad esempio alla spalla sinistra). Altri sintomi, che insorgono a seconda del tipo e della gravità dell'ischemia, possono essere la dispnea, l'iperidrosi, il senso di panico, l'astenia. Le palpitazioni possono presentarsi a seguito dell'instaurarsi di aritmie da rientro post-infartuali, che inducono fibrillazione ventricolare. Quest'ultima, insieme alla rottura di cuore che comporta tamponamento cardiaco, costituiscono possibili patogenesi della morte improvvisa coronarica.

### Dolore ischemico cardiaco
Se è causato da un'ischemia transitoria è definito angina pectoris, se da ischemia prolungata o persistente, è definito dolore infartuale.

#### Meccanismi del dolore
Non sono del tutto ancora chiariti, è probabile che diversi fattori vi contribuiscono:
- liberazione di adenosina, potente sostanza algogena;
- ioni K+ e H+;
- bradichinina;
- stimoli meccanici legati all'edema e all'aumento della pressione interstiziale.

Viene trasmesso attraverso il simpatico e in parte il vago al midollo spinale, qui vien modulato (se il segnale è quindi modesto viene inibito), da qui raggiunge poi il talamo e quindi la corteccia temporo-parietale.
Va detto che le connessioni delle fibre a livello centrale non sono specifiche della regione cardiaca, pertanto non è precisa la determinazione dell'area d'origine del dolore per distinguere quello cardiaco.

#### Caratteristiche del dolore ischemico cardiaco
Qualità, sede, irradiazioni tipiche, insorgenza e risoluzione del dolore cardiaco ischemico aiutano a riconoscerlo:
- Qualità del dolore: oppressivo o costrittivo (più raramente urente o come un peso), inizia e scompare gradualmente senza essere influenzato dalla respirazione;
- Localizzazione: sede retrosternale;
- Irradiazione: superficie ulnare dell'arto superiore sinistro, spalle e collo;
- Fattori precipitanti: esercizio fisico, basse temperature, pasti, stress emotivo, rapporti sessuali, crisi ipertensive;
- Durata: l'angina pectoris lieve-moderata da 1 a 10 minuti, se grave anche mezz'ora. Se dura maggiormente ciò è tipico del dolore infartuale;
- Risposta ai nitrati sublinguali: determinano una fine più veloce del dolore da angina.

## Eziologia
Oltre alle più frequenti ostruzioni e stenosi delle arterie coronarie, altre alterazioni possono essere annoverate tra le cause fisiopatologiche della cardiopatia ischemica.
Quelle che riducono l'apporto di ossigeno al tessuto senza impedimento meccanico del flusso coronarico sono:
- asfissia;
- avvelenamento da monossido di carbonio (CO);
- anemia grave;
- cardiopatie congenite cianogene.

Quelle che aumentano la richiesta di ossigeno da parte del tessuto miocardico sono:
- sforzo fisico eccessivo;
- tachicardia e altre aritmie;
- forti emozioni.

Fra i vari fattori di rischio che aumentano l'incidenza favorendo l'aterosclerosi coronarica si trovano l'età, l'uso di tabacco, l'ipercolesterolemia, il diabete e l'ipertensione.

## Diagnosi
Alcuni esami sono utili per diagnosticare con sicurezza l'ischemia:
- Elettrocardiogramma (ECG);
- Esami ematochimici: dosaggio delle troponine cardiache I e T, della creatinfosfochinasi CPK-MB, della mioglobina;
- Radiografia del torace;
- Ecocardiografia.

## Prognosi
All'ischemia, se non viene trattata e i valori di afflusso non tornano nella norma, consegue la morte. La zona a cui è sottoposto un lavoro maggiore è il subendocardio, che è la prima ad andare incontro alla necrosi cellulare, che sviluppandosi all'interno del corpo umano può venire rallentata dalla quantità di flusso ematico rimanente, più è grave l'ostruzione più veloce è la morte dell'individuo.

## Conseguenze

### Alterazioni metaboliche
In presenza d'ischemia non avviene ossidazione di acidi grassi o glicolisi aerobia, bensì glicolisi anaerobia, con produzione di acido lattico e abbassamento del pH e delle riserve funzionali di ATP, con conseguente alterazione degli scambi ionici a livello del sarcolemma. L'aumento del sodio porta a incremento intracellulare di calcio, che si accumula nei mitocondrio con ulteriore depressione di produzione di ATP. Nelle cellule ischemiche si producono radicali liberi, che danneggiano le membrane.

### Alterazioni meccaniche
L'ischemia miocardica determina alterazioni funzionali sia sistoliche sia diastoliche.

#### Alterazioni della funzione sistolica
La funzione contrattile risulta depressa. Nella zona infartuata si vede riduzione o abolizione del normale ispessimento sistolico. Si ha riduzione della gittata sistolica, della portata cardiaca e della frazione d'eiezione: se l'ischemia interessa il 20% circa del tessuto ventricolare sinistro si manifesta clinicamente scompenso. Se vi è poi interessamento dei muscoli papillari avviene insufficienza mitralica acuta.
Se si sviluppa necrosi il danno ischemico diventerà persistente; proporzionalmente all'estensione, sarà il grado di compromissione della funzionalità sistolica.
Il recupero contrattile dopo ischemia transitoria avviene solo dopo diversi minuti o addirittura giorni, se l'ischemia è più grave. Tale fenomeno vien chiamato "stordimento miocardico".
Viene definita invece "ibernazione" uno stato di ipocontrattilità cronica, instauratasi a seguito di un'estesa malattia coronarica che ha portato il tessuto miocardico ad adattarsi a una riduzione di flusso ematico già a riposo.

#### Alterazioni della funzione diastolica
Si instaura un prolungamento del periodo di rilasciamento isovolumetrico, con ostacolo del riempimento ventricolare normale: l'aumento della pressione diastolica porta a una congestione venosa a monte.

### Alterazioni elettriche
SI alterano le proprietà elettriche del cuore, con anomalie della fase di depolarizzazione e di ripolarizzazione. Si notano pertanto alterazioni all'ECG.

#### Alterazioni del tratto ST
È la principale alterazione, causata da:
- il rallentamento della depolarizzazione della regione ischemica (fase 0); contemporaneamente si riduce la durata del potenziale d'azione: in sistole quindi avverrà un flusso di corrente dal tessuto sano a quello ischemico per una differenza di potenziale;
- la ripolarizzazione della parte ischemica può avvenire in modo incompleto, con un potenziale di membrana a riposo intorno ai -70 mV: in diastole la differenza di potenziale fra tessuto sano e ischemico (-90 mV e -70 mV rispettivamente) genera corrente verso quello sano.

In caso di ischemia subendocardica una corrente di lesione dall'epicardio all'endocardio, registrato all'ECG come sottoslivellamento del tratto ST.
Se l'ischemia è invece transmurale, essendo le alterazione interessanti l'intero spessore, all'ECG si avrà un'onda positiva, con sopraslivellamento del tratto ST.

#### Alterazione dell'onda T
Si evidenzia una negativizzazione dell'onda T: a causa del prolungamento della ripolarizzazione ventricolare si crea una differenza di potenziale fra zona ischemica e sana che porta al formarsi di una corrente che si porta verso le zone sane.
Nelle prime fasi di infarto acuto si notano talvolta onde T "a tenda", ovvero alte e appuntite, che indicano ischemia agli strati subendocardici. Il ritardo della ripolarizzazione porta a un flusso di corrente che si allontana dal subendocardio verso l'epicardio: ne risulta un'onda T positiva.

#### Onda Q di necrosi miocardica
Nelle zone necrotiche a seguito di ischemia non si leggerà onda Q, mentre nelle derivazioni a queste vicine si noteranno onde Q patologiche.

## Manifestazioni cliniche
La cardiopatia ischemica si può suddividere in cardiopatia ischemica cronica o sindrome coronarica acuta.
La cardiopatia ischemica cronica si suddivide in:
- Angina cronica stabile;
- Angina microvascolare;
- Angina variante;
- Cardiomiopatia dilatativa postischemica.

La sindrome coronarica acuta si divide in:
- Sindromi senza slivellamento persistente del tratto ST:
  - angina instabile;
  - infarto miocardico acuto senza sopraslivellamento;
- Sindromi con slivellamento persistente del tratto ST,
- Morte improvvisa coronarica.

## Terapia
Il trattamento consiste nella riapertura dei vasi stenotici attraverso angioplastica coronarica e/o stent coronarico. La riperfusione è seguita dalla somministrazione di TNF ricombinante che combatte l'aumento di anioni superossido causato dal TNF-β. La terapia medica si avvale del principio MANO:
- morfina per il controllo del dolore in caso di infarto;
- acido acetilsalicilico per ridurre il rischio di formazione di trombi;
- nitroglicerina come antianginoso, sublinguale in caso di attacco acuto, transdermica per il trattamento prolungato;
- ossigenoterapia, ripristina l'ossigenazione del tessuto ischemico nei casi in cui l'ipossia giochi un ruolo fondamentale nella patogenesi.